# Security-Widefield
Security-Widefield är en ort (CDP) i El Paso County, i delstaten Colorado, USA. Enligt United States Census Bureau har orten en folkmängd på 32 882 invånare (2010) och en landarea på 35,3 km².